# Prostiboř
Prostiboř (deutsch Prostibor) ist eine Gemeinde mit 223 Einwohnern (Stand: 1. Januar 2023)  in Tschechien. Sie liegt südwestlich von Stříbro (dt. Mies) an der Úhlavka zwischen den Orten mit ihren Gutshäusern Tuněchody u Stříbra (Tinchau) und Darmyšl (Darmschlag).

## Geschichte
Die Erstnennung erfolgte im Jahr 1115. Die Bedeutung des Namens ist „die Leute – der Hof des Prostobor“. Prostibor war der Stammsitz eines Rittergeschlechtes mit gleichem Namen. Die Pfarrkirche St. Nikolaus wurde bereits im 14. Jahrhundert genannt.
Im Ortsteil Kopec befand sich auf dem felsigen Hügel Walluschka ein Schloss aus dem 13. Jahrhundert. Ursprünglich war es ein gotischer Bau, der im 17. Jahrhundert zu einem Schloss umgebaut wurde. Das Bauwerk, das sich vor 1945 im Besitz der Familie von Löwenstein befand, verfiel nach dem Zweiten Weltkrieg völlig und stürzte in sich zusammen. Am 19. Juni 2004 wurde mit Sicherungsarbeiten an der Ruine begonnen.

## Einwohnerentwicklung

### Prostiboř
| Jahr | Einwohner |
| ---- | --------- |
| 1838 | 371       |
| 1849 | 446       |
| 1910 | 337       |
| 1921 | 329       |
| 1930 | 281       |
| 1939 | 300       |
| 1965 | 111       |

### Kopec
| Jahr | Einwohner |
| ---- | --------- |
| 1838 | 63        |
| 1910 | 36        |
| 1921 | 39        |
| 1930 | 26        |
| 1965 | 14        |

## Gemeindegliederung
Die Gemeinde Prostiboř besteht aus den Ortsteilen Kopec (Kopetzen), Prostiboř und Telice (Dölitschen). Grundsiedlungseinheiten sind Prostiboř und Telice. Zu Prostiboř gehört außerdem die Einschicht Kečovský Mlýn (Kiskamühle).
Das Gemeindegebiet gliedert sich in die Katastralbezirke Prostiboř und Telice.

## Persönlichkeiten
- Isaak Löw Hofmann, Edler von Hofmannsthal (* 10. Juni 1759 in Prostibor; † 2. Dezember 1849 in Wien), Kaufmann, Urgroßvater von Hugo von Hofmannsthal

## Galerie

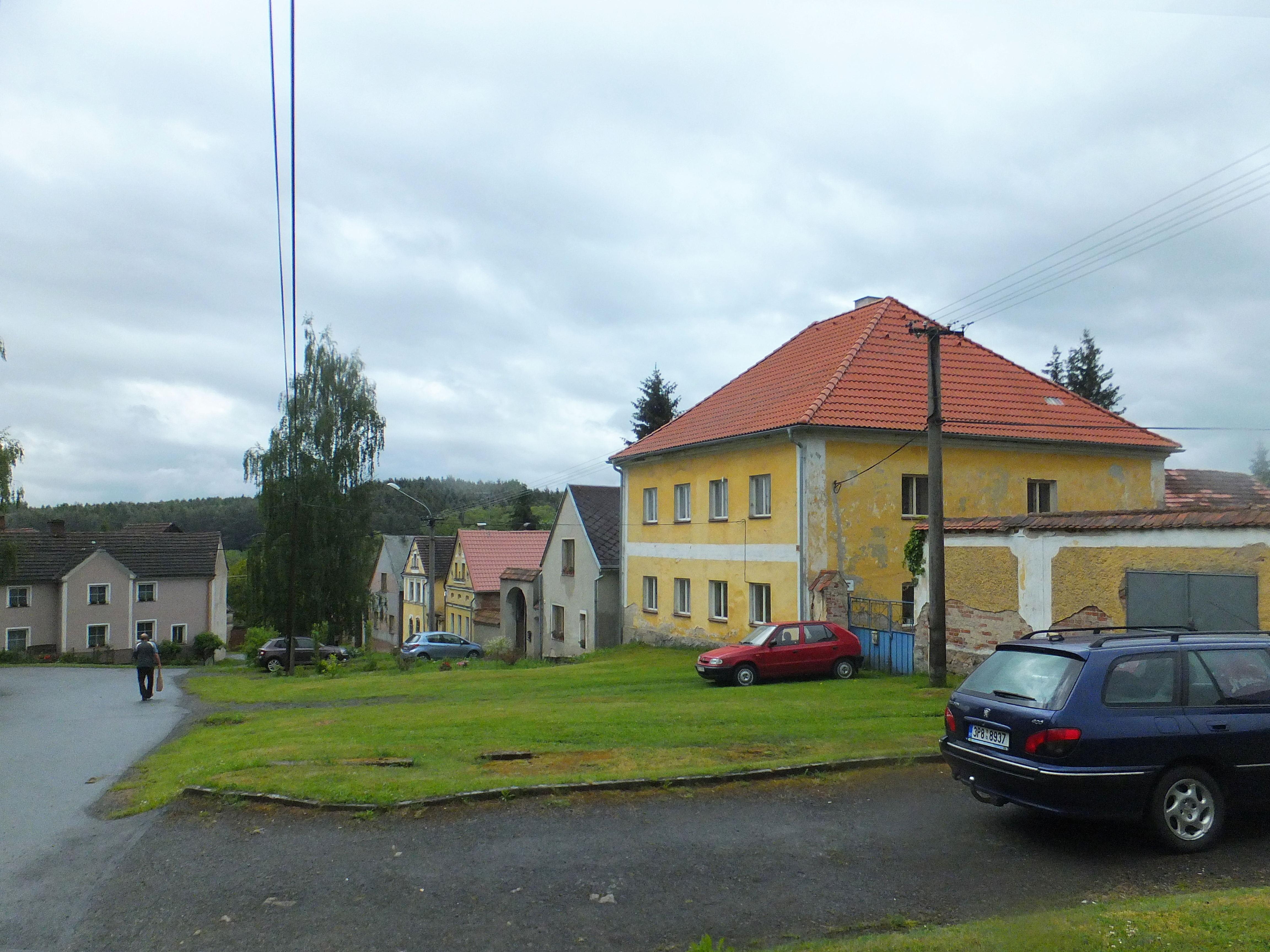
Prostiboř
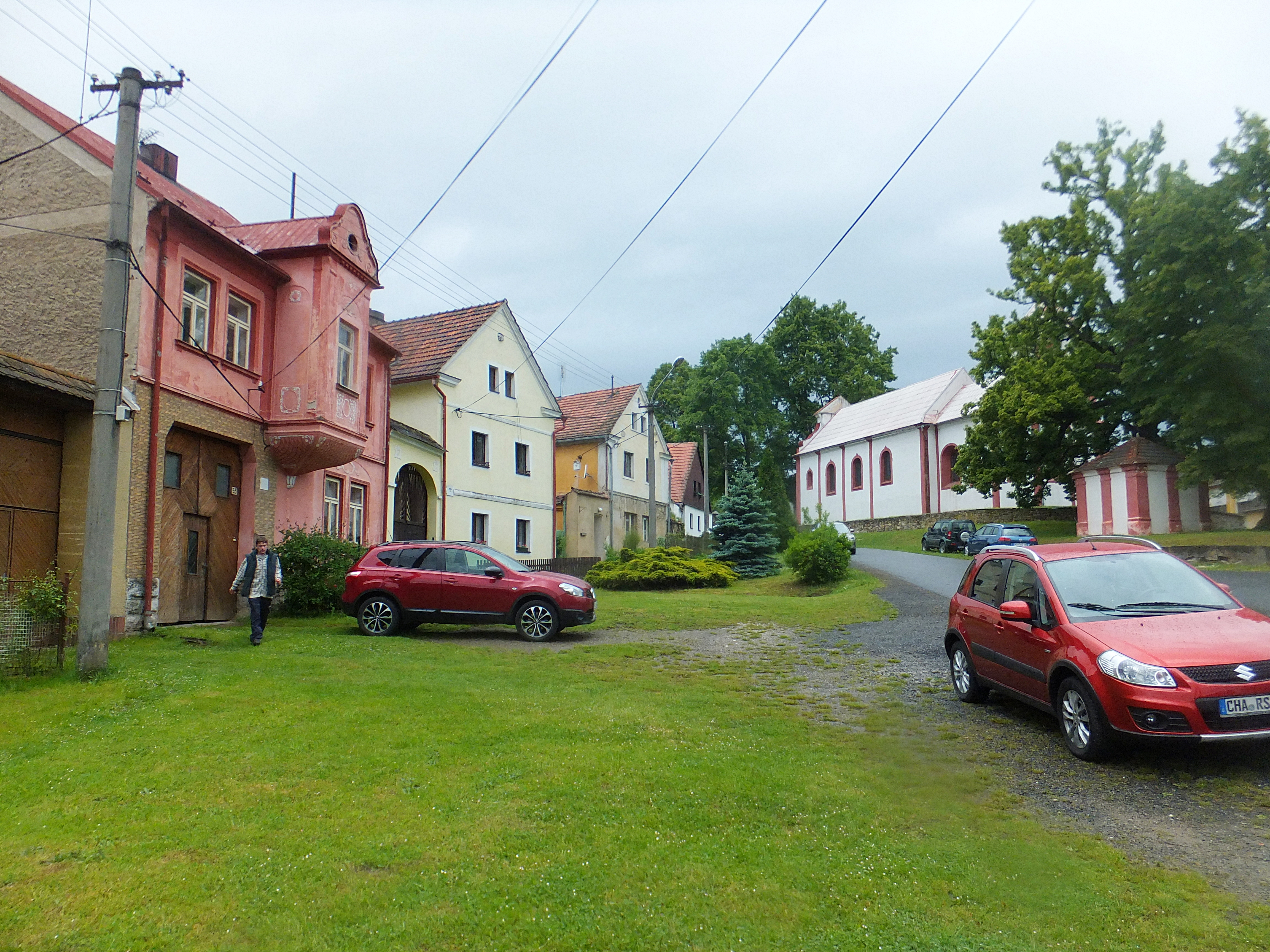
Prostiboř
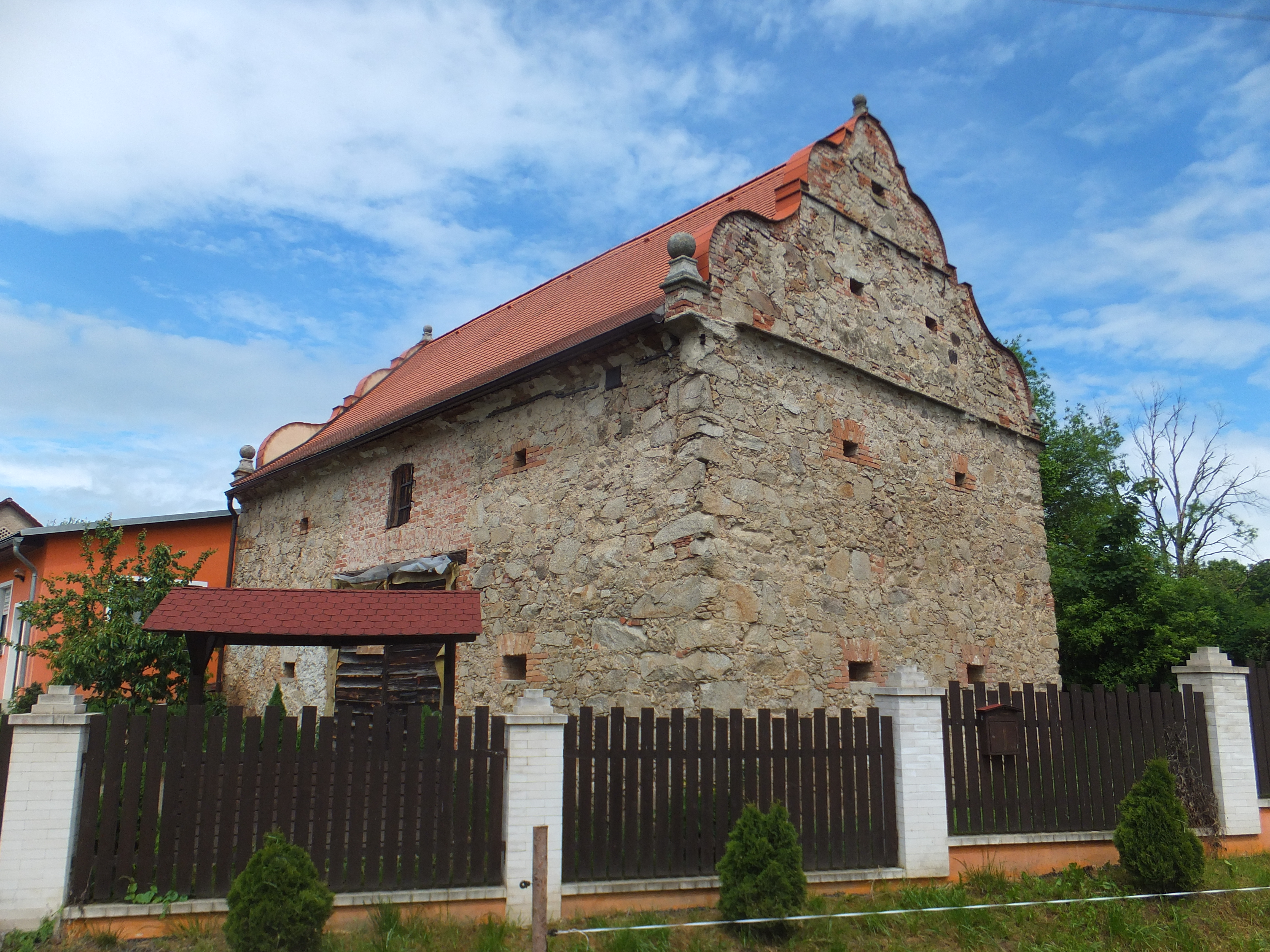
Historischer Getreidespeicher in Prostiboř
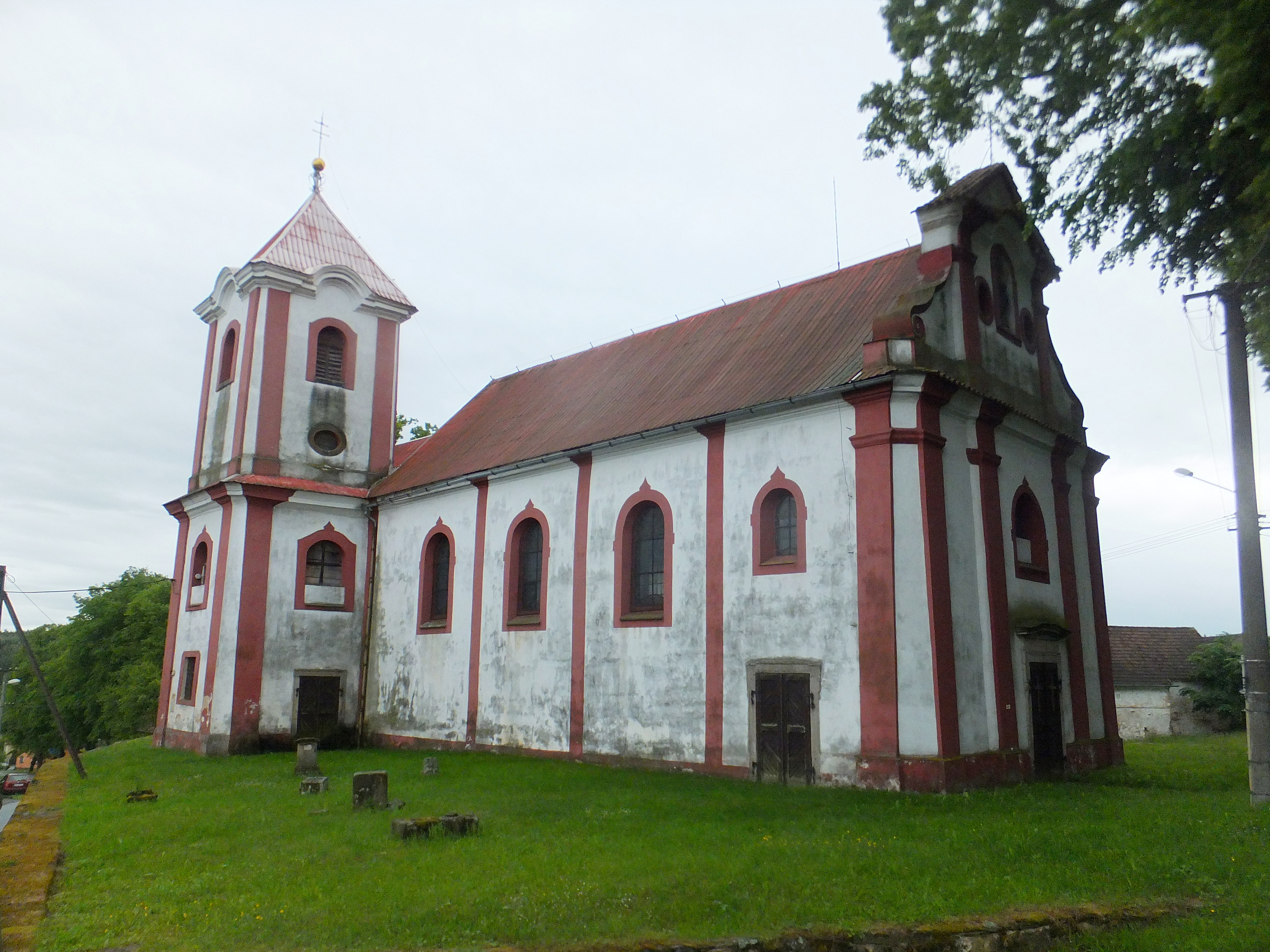
St.-Nikolaus-Kirche in Prostiboř
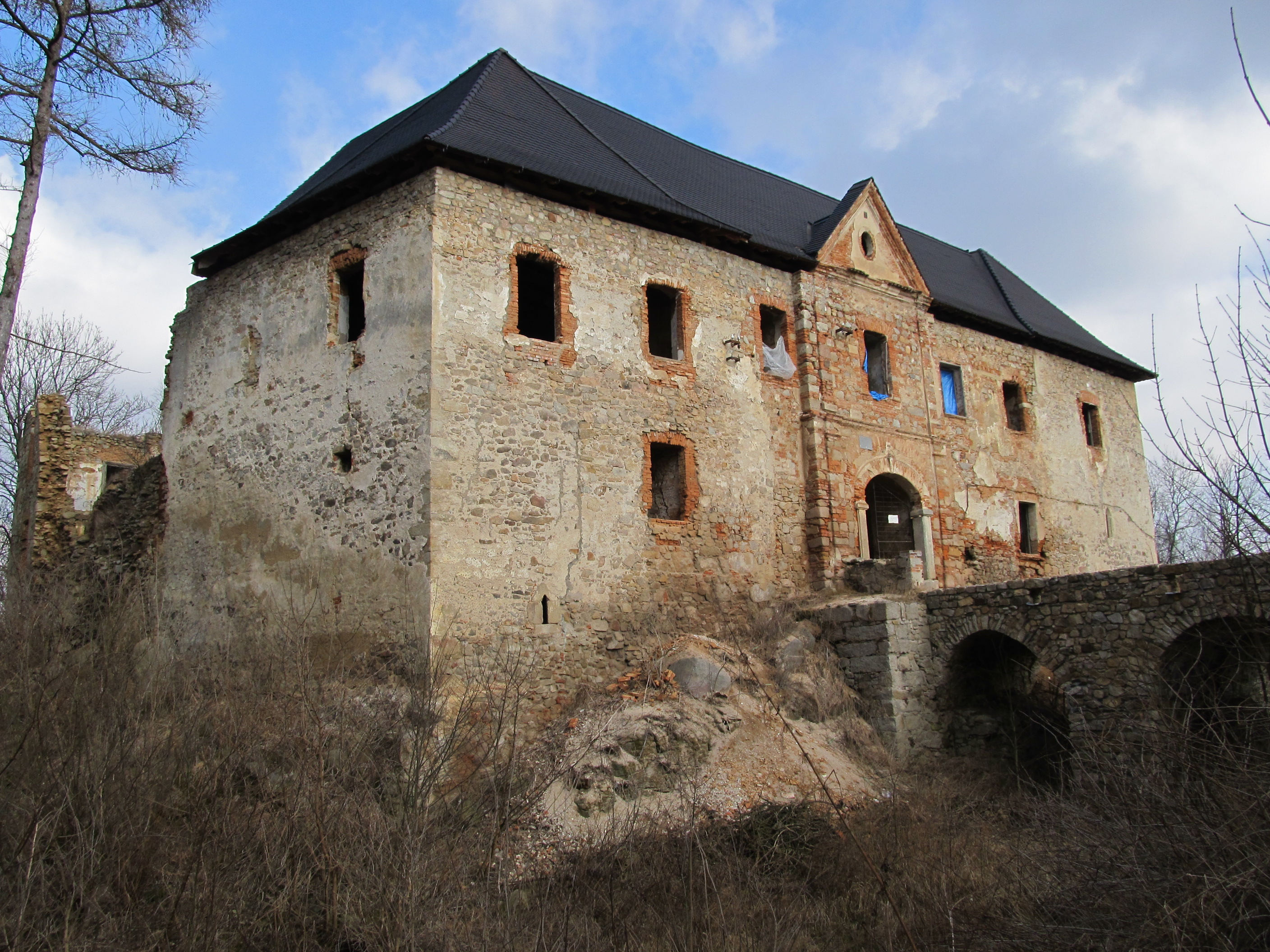
Schloss Ruine in Kopec (Kopetzen)
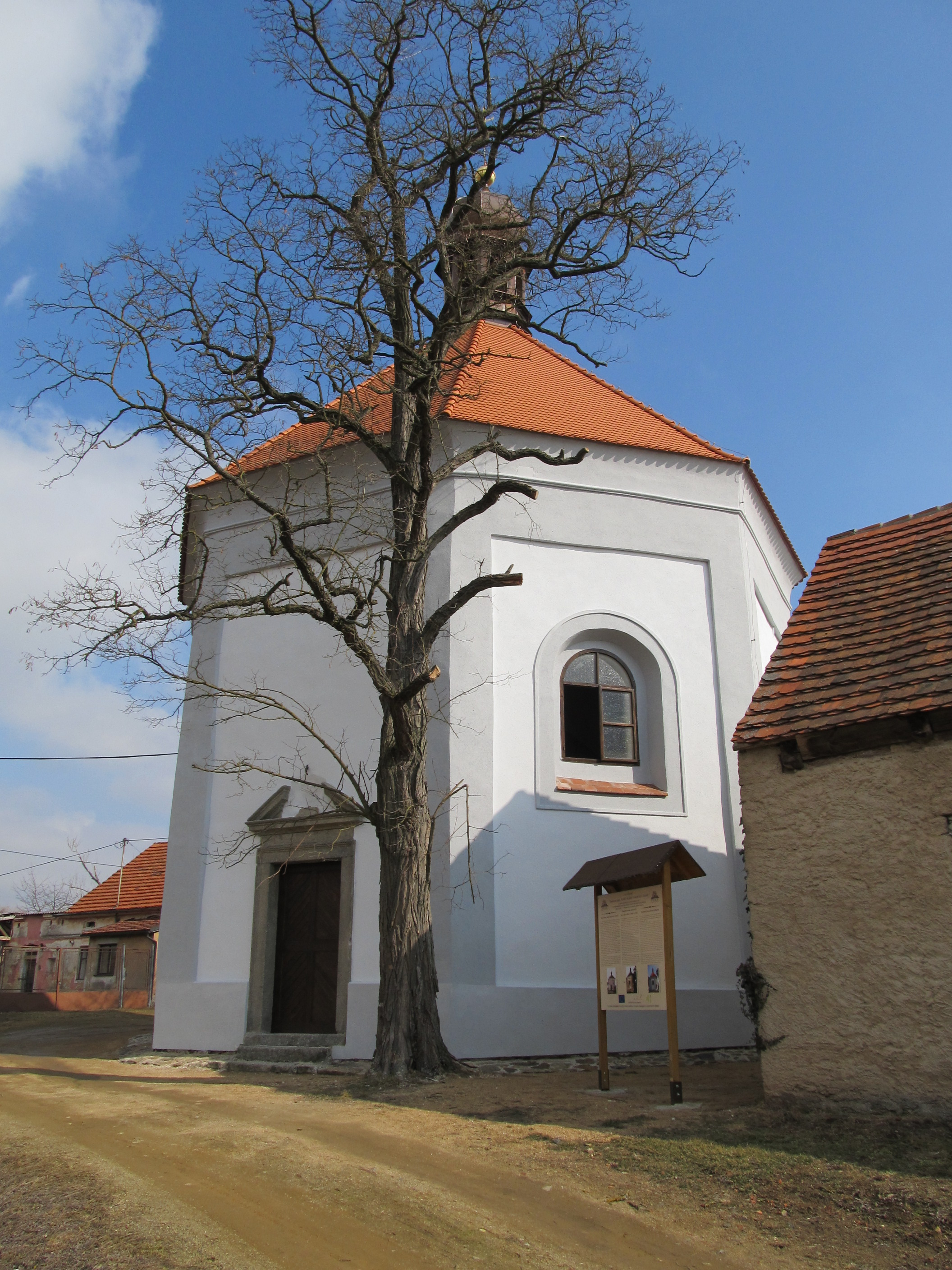
Maria-Hilf Kapelle in Telice (Dölitschen)
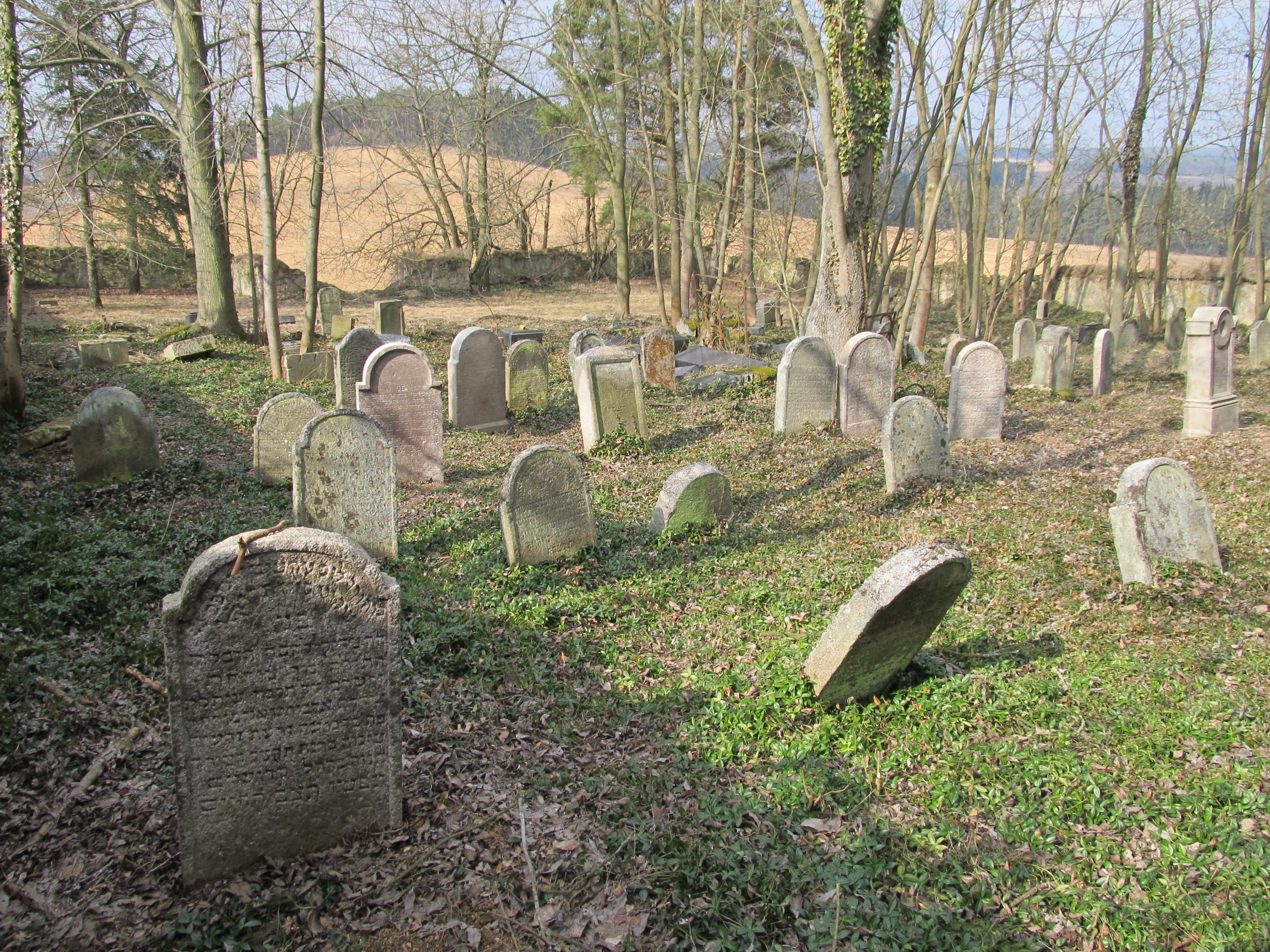
Jüdischer Friedhof bei Telice (Dölitschen)
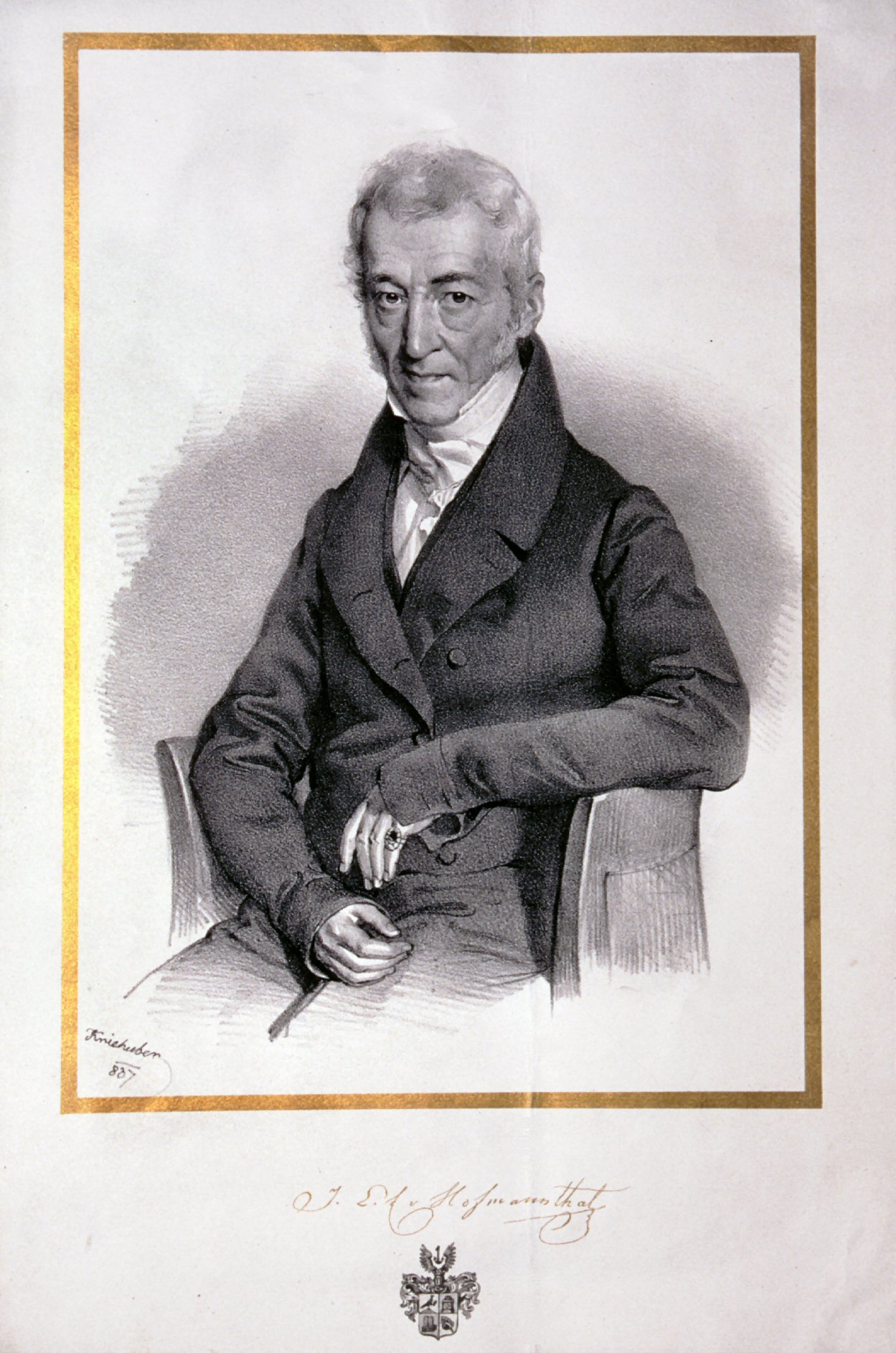
Isaak Loew Hofmann